# Cá bống mang gai
Cá bống mang gai, tên khoa học là Oplopomus caninoides, là một loài cá biển thuộc chi Oplopomus trong họ Cá bống trắng. Loài cá này được mô tả lần đầu tiên vào năm 1852.

## Từ nguyên
Từ định danh caninoides được ghép từ danh pháp Acentrogobius caninus và hậu tố eidḗs (bắt nguồn từ ειδής trong tiếng Hy Lạp cổ đại nghĩa là “giống”), vì cả hai loài cá này đều có hai răng nanh nhỏ ở hàm dưới.

## Phân bố và môi trường sống
Cá bống mang gai có phân bố trải dài trên Ấn Độ Dương - Thái Bình Dương, gồm cả Biển Đỏ và vịnh Ba Tư, từ Đông Phi về phía đông đến quần đảo Solomon, giới hạn phía bắc đến quần đảo Ryukyu (Nhật Bản), phía nam đến bờ bắc Úc và Nouvelle-Calédonie. Cá bống mang gai cũng xuất hiện ở vùng biển Singapore.
Cá bống mang gai sống trên nền đáy mềm (bùn, cát), được tìm thấy trong các đầm phá, bãi triều, vũng vịnh, cửa sông và trên cả rạn san hô, độ sâu đến ít nhất 66 m.

## Mô tả
Chiều dài cơ thể lớn nhất được ghi nhận ở Cá bống mang gai là 7,5 cm. Đầu và thân có màu trắng xám/nâu nhạt, nhạt màu hơn ở phần bụng. Có 5 đốm tròn màu nâu đen ở hai bên thân, nhiều chấm nhỏ màu cam đến nâu cam ở hai bên thân và gáy. Hai bên đầu lốm đốm nâu. Vây lưng có các sọc ngang màu nâu sẫm và các hàng đốm xanh lam hoặc cam. Vây đuôi có các vạch xiên màu nâu và xanh lam, hoặc có các hàng đốm chủ yếu ở nửa dưới của vây.
Số gai vây lưng: 7; Số tia vây lưng: 10; Số gai vây hậu môn: 1; Số tia vây hậu môn: 10; Số gai vây bụng: 1; Số tia vây bụng: 5; Số tia vây ngực: ~18.

## Thương mại
Cá bống mang gai được xem là sản phẩm đánh bắt ngoài ý muốn trong nghề cá thương mại, và cũng được bán trên các trang web cá cảnh.